# Conseil militaire de transition (Tchad)
Pour les articles homonymes, voir Conseil militaire de transition.
Le Conseil militaire de transition est une junte militaire tchadienne de 15 membres créée le 20 avril 2021 dans le but de préparer une transition après la mort inattendue du président Idriss Déby. Il est dirigé par son fils Mahamat Idriss Déby,.

## Contexte
Idriss Déby est réélu avec 79,32 % des voix pour un sixième mandat dès le premier tour de l'élection présidentielle de 2021, où il affronte six candidats « sans poids politique », accusés d'être de simples « faire-valoir ». Les résultats sont annoncés le 19 avril 2021. Le président réélu meurt toutefois le 20 avril des suites de blessures infligées lors d'une visite sur le front opposant l'armée tchadienne aux rebelles du Front pour l'alternance et la concorde au Tchad, dans le cadre de l'insurrection dans le nord du pays. Un régime militaire de transition est instauré, mené par son fils, le général Mahamat Déby,,.
L'armée annonce le 20 avril même la dissolution de l'Assemblée nationale et du gouvernement, puis décrète la fermeture des frontières et l'instauration d'un couvre-feu. Le conseil annonce prendre le pouvoir pour une durée transitoire de dix-huit mois, prolongeable une fois, à l'issue de laquelle des élections seront organisées.
Le 26 avril 2021, le CMT annonce la nomination d'un Premier ministre, en la personne d'Albert Pahimi Padacké, dernier Premier ministre en poste de 2016 à 2018 et arrivé deuxième à l'élection présidentielle. Il forme le dimanche 2 mai 2021 un gouvernement de 40 ministres et secrétaires d'État.

## Réactions
Le 22 avril, l'Union des syndicats du Tchad appelle à la grève générale pour s'opposer à la prise de pouvoir des militaires. Une partie de l'armée se montre opposée à la mise en place du CMT. Réprimée avec une dizaine de morts, la contestation faiblit.
De leur côté, la France et les pays du G5 Sahel, apportent leur soutien à la junte. Contrairement à sa jurisprudence habituelle, l'Union africaine ne condamne pas le putsch. Faute de consensus, le pays n'est pas suspendu de l'organisation, mais une délégation est dépêchée sur place. L'Union africaine exige cependant que les membres du CMT ne participent pas aux prochaines élections, et que le partage du pouvoir soit « équilibré » entre le gouvernement et le CMT. L'institution exige aussi une transition de 18 mois non renouvelable et que le CNT rédige la nouvelle Constitution.

## Membres
- Président : général de corps d’armée Mahamat Idriss Déby
- Vice-président : général de division Djimadoum Tiraina
- Général de corps d’armée Tahir Erda Tairo
- Général de corps d’armée Bichara Issa Djadallah
- Général de corps d’armée Oki Mahamat Yaya Dagache
- Général de corps d’armée Mahamat Ismaïl Chaïbo
- Général de division Souleyman Abakar Adoum
- porte-parole du conseil de transition : général de brigade Azem Bermandoa Agouna,
- Général de brigade Amine Ahmat Idriss
- Général Gamane Mokhtar
- Général de division Saleh Ben Haliki
- Général de corps d’armée Abakar Abdelkerim Daoud
- Général de corps d’armée Ahmat Youssouf Mahamat Itno
- Général de corps d’armée Mahamat Nour Abdelkerim
- Général de brigade Gueile Hemchi